# روت ماستر (باص لندن)

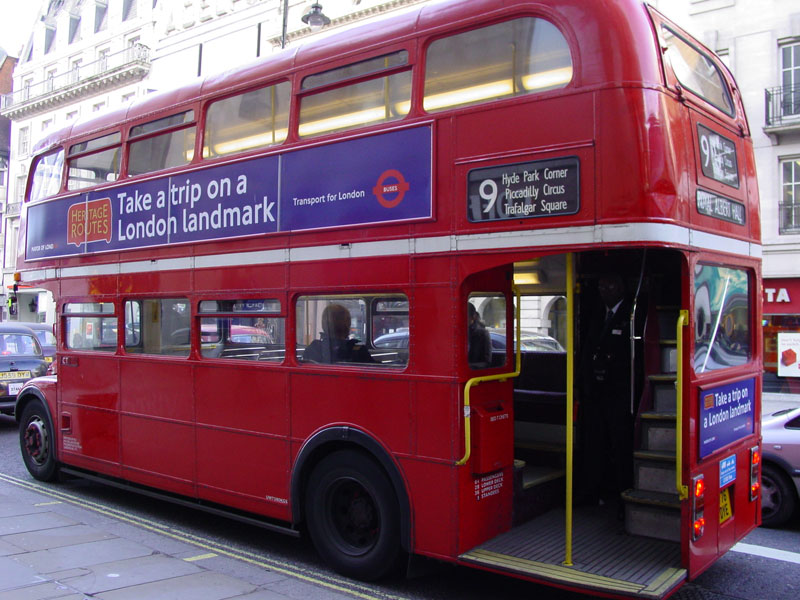
حافلة الروت ماستر

روت ماستر (Routmaster) هو نموذج من حافلة ذات طابقين التي تم بناؤها من قبل شركة المعدات الخاصة بها في عام 1945 (الإنتاج 1958)و أنتجت حتى عام 1968. يعد الروت ماستر أحد رموز لندن الأكثر شهرة حاليا بتصميم الفريد عن وسائل النقل الأخرة.

## التصميم
تم تطوير حافلة الروت ماستر خلال السنوات 1947-1956 من قبل فريق من إخراج علاء دورانت وكورتيس كولن، كان موجز التصميم لإنتاج مركبة أخف وزنا (وبالتالي أكثر كفاءة في استهلاك الوقود)، ولها القدرة على حمل 64 راكباً على الرغم من ثلاثة أرباع الطن أخف من السابق.